# Madelaynne Montaño
Madelaynne Montaño, född 6 januari 1983 i Tuluá i Colombia, är en volleybollspelare (vänsterspiker).
Montaño lämnade hemlandet för att spela med Catamarca Voley. Hon studerade därefter militärpsykologi vid Miami Dade College. Där spelade hon för deras volleybollag och vann NJCAA National Championship 2002 samt kom trea 2003, samtidigt som hon själv vann utmärkelser som spelare. Efter en kort period med spel i Colombia flyttade hon till Grekland för spel med Aris Thessaloniki. Då Montaño född ett barn följde ett spelavbrott efter säsongen 2005/2006. Hon fortsatte spela 2008/2009, nu för ligakonkurrenten GS Iraklis där hon spelade en säsong. Hon flyttade sedan till Sydkorea och spel med Daejeon KGC, med vilka hon vann V-League (mästerskap) säsongen 2009/2010 och samtidigt utsågs till turneringens pris för mest värdefulla spelare. Hennes spel i Sydkorea var framgångsrikt. Under 2021 gjorde hon 53 poäng i en match mot GS Caltex Seoul KIXX, vilket vid tillfället var världsrekord. I Colombia var hon finalist i tävlingen om utmärkelsen som året bästa idrottare. Hon spelade i landslaget som kom fyra vid sydamerikanska mästerskapet 2011 och var turneringens främsta poängvinnare.
Säsongen 2012/2013 gick hon över till Rabita Baku i Azerbajdzjan. Med klubben kom hon två i världsmästerskapet i volleyboll för klubblag 2012. Säsongen därpå flyttade hon till Turkiet och spel med Galatasaray SK. Där stannade hon en säsong innan hon gick över till ligakonkurrenten Fenerbahçe SK med vilka hon vann både turkiska mästerskapet och turkiska cupen. Säsongen 2015-16 flyttade hon till Polen, för spel med Chemik Police. Hon stannade med klubben under två säsonger och vann både polska mästeskapet och polska cupen bägge åren.
Säsongen 2017-2018 spelade hon med River Volley i Italien. Följande säsong återvände hon till sin första europeiska klubb, Arīs Thessaloniki. I mars 2019 avslutade hon sin proffskarriär, men återvände 2022 till landslaget, med vilka hon bland annat deltog i VM 2022.